# Narratio prima
De libris revolutionum Copernici narratio prima (pol. Relacja pierwsza z ksiąg O obrotach Mikołaja Kopernika) – abstrakt do kopernikańskiej teorii heliocentrycznej napisany przez Georga Retyka i wydany w Gdańsku w 1540 roku pod tytułem Narratio prima. Jest to wstęp do dzieła Mikołaja Kopernika De revolutionibus orbium coelestium opublikowanego w 1543 roku w dużej mierze za namową Retyka. Narratio prima to pierwsza drukowana publikacja głosząca o teorii heliocentrycznej.

## Historia powstania
Kopernik urodzony w 1473 roku i mający pod koniec lat trzydziestych XVI wieku ponad 60 lat nie opublikował jeszcze żadnej pracy o tematyce astronomicznej. Jego jedyną drukowaną publikacją było tłumaczenie listów Teofilakta Symokatta wydanych w 1509 roku przez Jana Hallera. Jak dotychczas swoje poglądy przelał na papier w formie rękopisu Commentariolus (pol. Mały komantarz) w 1512 lub 1513 roku.
W 1539 roku do Fromborka przybył George Retyk by zostać pierwszym i jedynym uczniem Kopernika. Już we wrześniu tego roku wybrał się on do Gdańska w celu pozyskania funduszy na opublikowanie Narratio prima. Publikacja miała miejsce w gdańskiej oficynie Franciszka Rhodego w 1540 roku i po dziś dzień jest uważana za najlepszy wstęp do kopernikowego De revolutionibus. O jej sukcesie świadczy fakt ukazania się w 1541 roku kolejnego wydania mającego na celu zaspokojenie sporej popularności jaką sobie zyskała. Do początku lat dwudziestych XVII wieku Narratio prima doczekało się łącznie czterech wznowień.
Pod sporym naciskiem Retyka i po zauważalnym sukcesie jaki zyskała publikacja Narratio prima Kopernik zgodził się udostępnić drukiem De revolutionibus. Publikacja miała miejsce krótko przed 21 III 1543 roku w Norymberskim wydawnictwie Johannesa Petreiusa. Nad całym procesem wydawniczym z polecenia Mikołaja Kopernika czuwał Jerzy Joachim Retyk.